# Campeonato Mundial de Ciclismo en Ruta de 1987

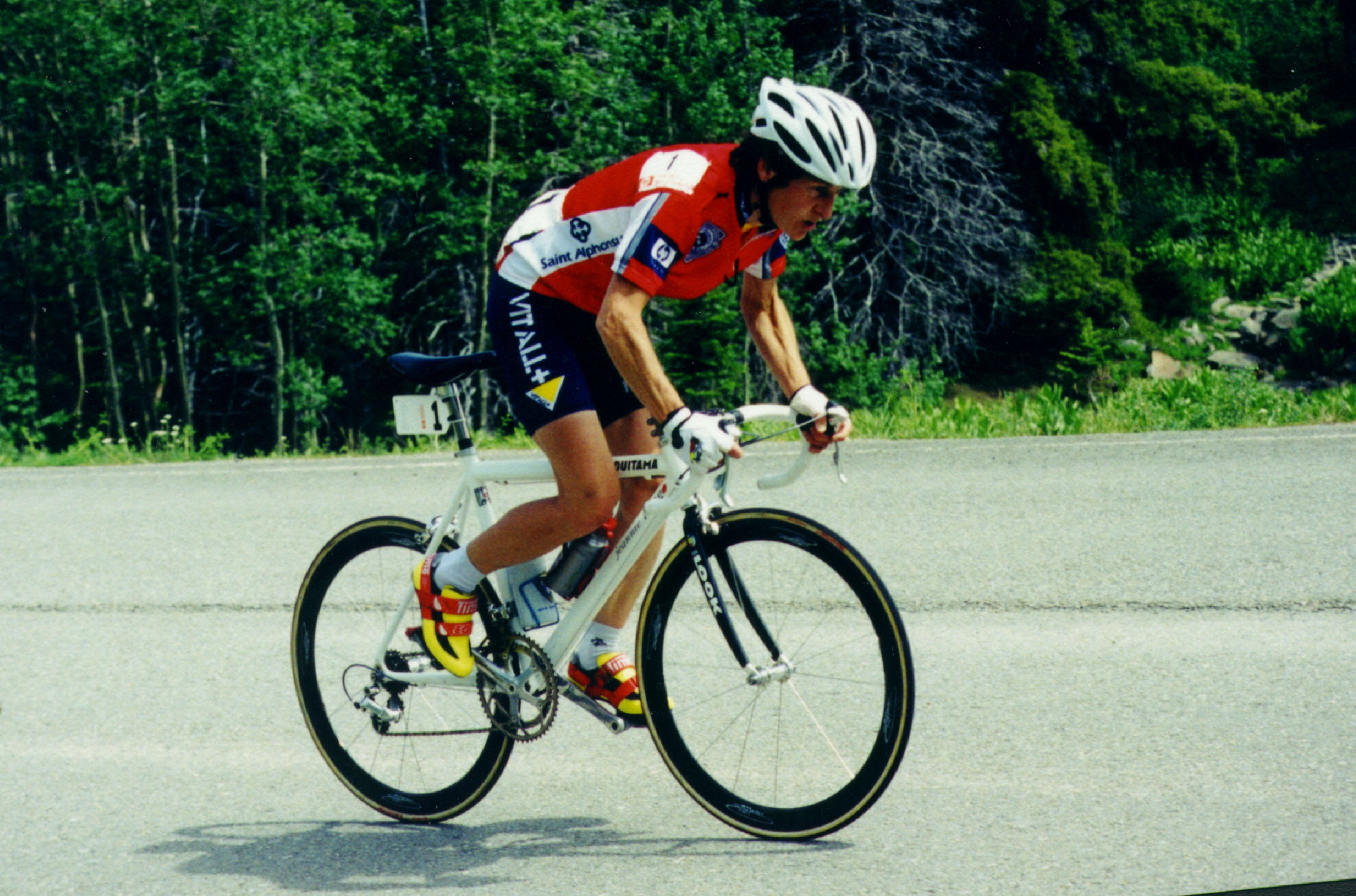
Jeannie Longo a un 1 km por debajo de la línea de meta en la Carrera de Carretera de Rupert a Pomerelle (etapa 4 de la carrera ciclista Desafío Femenino de 2000). Longo terminó en primer lugar en esa etapa, poco más de 2 minutos y medio por delante de la segunda clasificada. Lleva el maillot rojo de puntos que indica que era la líder de la clasificación general de puntos en esta etapa de la carrera. Su bicicleta lleva el número 1 como resultado de haber ganado la edición anterior de la carrera Desafío Femenino y, por lo tanto, era la campeona defensora cuando se tomó esta foto (2000).

Los Campeonatos del mundo de ciclismo en ruta de 1987 se celebró en la ciudad austríaca de Villach del 5 y 6 de septiembre de 1987. Stephen Roche completó la extraordinaria Triple Corona, ganando el Giro de Italia y el Tour de Francia, antes de conseguir el Mundial. Antes, tan solo lo había logrado Eddy Merckx en 1974.
Por otro lado, la novedad de esta edición fue la introducción de la modalidad de crono por equipos femenino. El equipo de la Unión Soviética fueron las primeras ganadoras de esta modalidad. 

## Resultados
| Evento                     | Oro                                                                                       | Oro        | Plata                                                                       | Plata | Bronce                                                                             | Bronce |
| -------------------------- | ----------------------------------------------------------------------------------------- | ---------- | --------------------------------------------------------------------------- | ----- | ---------------------------------------------------------------------------------- | ------ |
| Pruebas masculinas         |                                                                                           |            |                                                                             |       |                                                                                    |        |
| Hombres - carrera en línea | Stephen Roche Irlanda                                                                     | 6h 50' 02" | Moreno Argentin · Italia                                                    | + 1"  | Juan Fernández · España                                                            | s.t.   |
| Contrerreloj por equipos   | Italia · Roberto Fortunato · Eros Poli · Mario Scirea · Flavio Vanzella                   | -          | Unión Soviética Viktor Klimov Asiat Saitov Igor Sumnikov Evgueni Zagrebelny | -     | Austria · Helmut Wechselberger · Bernard Rassinger · Mario Traxl · Johann Lienhart | -      |
| Amateur - carrera en línea | Richard Vivien Francia                                                                    | -          | Hartmut Bölts Alemania Occidental                                           | -     | Alex Pedersen Dinamarca                                                            | -      |
| Pruebas femeninas          |                                                                                           |            |                                                                             |       |                                                                                    |        |
| Mujeres - carrera en línea | Jeannie Longo-Ciprelli Francia                                                            | 1h 46' 40" | Heleen Hage · Países Bajos                                                  | + 12" | Connie Meijer · Países Bajos                                                       | s.t.   |
| Contrerreloj por equipos   | Unión Soviética Nadesja Kibardina Alla Jakovleva Tamara Poliakova Liubova Pogovitchaikova | -          | Estados Unidos Inga Thompson Sue Ehlers Jane Marshall Leslie Schenk         | -     | Italia · Francesca Galli · Roberta Bonanomi · Imelda Chiappa · Monica Bandini      | - -    |